# Región de Mara
Mara es una de las treintaiuna regiones administrativas en las que se encuentra dividida la República Unida de Tanzania. Su capital es la ciudad de Musoma.

## Distritos
Esta región se encuentra subdividida internamente en tan solo 5 distritos a saber:
1. Musoma Urbano
2. Musoma Rural
3. Bunda
4. Serengeti
5. Tarime

## Territorio y población
Mara ocupa una superficie de 21.760 kilómetros cuadrados. Su población en 2022 era de 2.372.015 personas. La densidad poblacional es de 109 habitantes por kilómetro cuadrado.
- Datos: Q458406
- Multimedia: Mara Region / Q458406